# Donald Hayworth
Donald Hayworth, född 13 januari 1898 i Toledo i Iowa, död 25 februari 1982 i Washington, D.C., var en amerikansk demokratisk politiker. Han var ledamot av USA:s representanthus 1955–1957.

## Biografi
Hayworth utexaminerades 1918 från Grinnell College, avlade 1921 masterexamen vid University of Chicago och 1929 doktorsexamen vid University of Wisconsin–Madison. Under första världskriget tjänstgjorde han i USA:s armé. Han undervisade vid Penn College, University of Akron och Michigan State College. År 1955 efterträdde han Kit Clardy som kongressledamot och efterträddes 1957 av Charles E. Chamberlain. Utan framgång försökte han göra comeback 1958 och 1962.